# Europsko prvenstvo u košarci – SSSR 1953.
Europsko prvenstvo u košarci 1953. godine održalo se u Moskvi od 24. svibnja do 4. lipnja 1953. godine.
Hrvatski igrač koji je igrao za reprezentaciju Jugoslavije: Aleksandar Blašković.